# Empusidae
Empusidae – rodzina z rzędu modliszek. Zalicza się do niej 51 gatunków, zamieszkujących Afrykę, Azję oraz kraje basenu Morza Śródziemnego.